# تشخیص اشیاء
تشخیص اشیاء یک فناوری کامپیوتری مربوط به بینایی رایانه‌ای و پردازش تصویر است که با شناسایی نمونه‌هایی از اشیاء معنادار از یک کلاس خاص (مانند انسان‌ها، ساختمان‌ها یا اتومبیل‌ها) در تصاویر و ویدئوهای دیجیتال سروکار دارد. حوزه‌های به خوبی تحقیق شده تشخیص اشیا شامل تشخیص چهره و تشخیص عابر پیاده است. تشخیص اشیاء در بسیاری از زمینه‌های بینایی رایانه ای از جمله جستجوی تصویر و سامانه تصاویر مداربسته کاربرد دارد. 

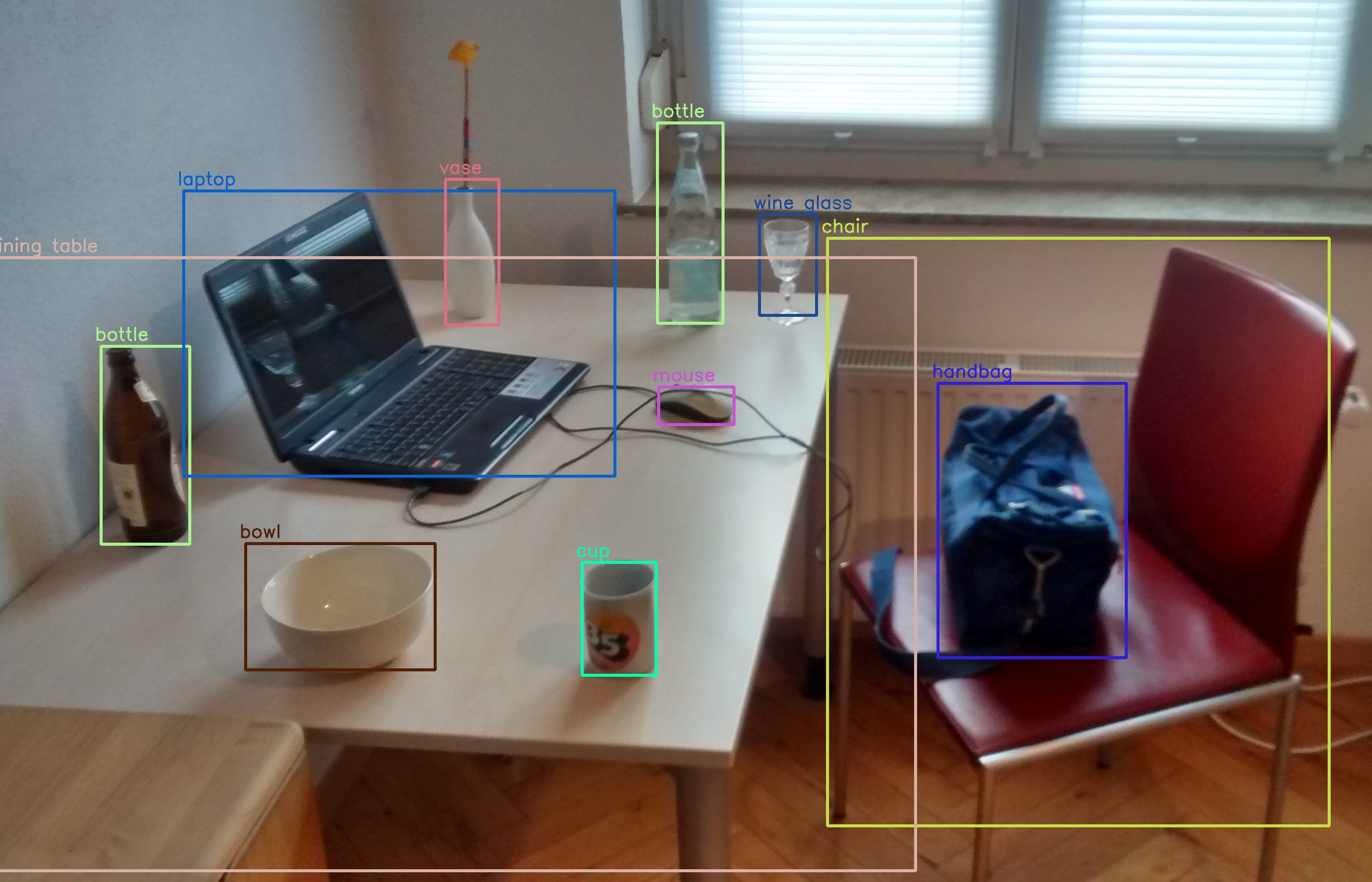
اشیاء شناسایی شده با ماژول شبکه عصبی عمیق OpenCV (dnn) با استفاده از یک مدل YOLOv3 آموزش دیده بر روی مجموعه داده COCO که قادر به تشخیص اشیاء از ۸۰ کلاس رایج است.

## کاربردها

تشخیص عامل

تشخیص اشیاء به‌طور گسترده در کارهای بینایی رایانه ای مانند حاشیه نویسی تصویر، شمارش وسیله نقلیه، شناسایی فعالیت، تشخیص چهره، سیستم تشخیص چهره، تقسیم‌بندی مشترک اشیاء ویدئویی استفاده می‌شود. همچنین در ردیابی اشیاء، به عنوان مثال ردیابی توپ در طول مسابقه فوتبال، ردیابی حرکت چوب کریکت، یا ردیابی یک شخص در یک ویدیو استفاده می‌شود.
اغلب، تصاویر آزمایشی از توزیع داده‌های متفاوتی نمونه‌برداری می‌شوند که کار تشخیص شی را به‌طور قابل‌توجهی دشوارتر می‌کند. برای رسیدگی به چالش‌های ناشی از شکاف دامنه بین آموزش و داده‌های آزمایشی، بسیاری از رویکردهای تطبیق دامنه بدون نظارت پیشنهاد شده‌اند. یک راه حل ساده و سرراست برای کاهش شکاف دامنه، اعمال رویکرد ترجمه تصویر به تصویر، مانند چرخه GAN است. در میان کاربردهای دیگر، تشخیص اشیاء متقابل دامنه در رانندگی خودکار اعمال می‌شود، جایی که مدل‌ها را می‌توان در تعداد زیادی از صحنه‌های بازی ویدیویی آموزش داد، زیرا برچسب‌ها می‌توانند بدون کار دستی تولید شوند.

## مفهوم
هر کلاس شی دارای ویژگی‌های خاص خود است که به طبقه‌بندی کلاس کمک می‌کند - به عنوان مثال همه دایره‌ها گرد هستند. کلاس تشخیص اشیاء از این ویژگی‌های خاص استفاده می‌کند. به عنوان مثال، هنگام جستجوی دایره‌ها، اجسامی که در یک فاصله خاص از یک نقطه (یعنی مرکز) هستند جستجو می‌شوند. به همین ترتیب، هنگام جستجوی مربع، به اجسامی که در گوشه‌ها عمود هستند و طول ضلع آنها برابر است، نیاز است. روش مشابهی برای تشخیص چهره استفاده می‌شود که در آن چشم‌ها، بینی و لب‌ها را می‌توان یافت و همچنین ویژگی‌هایی مانند رنگ پوست و فاصله بین چشم‌ها را نیز می‌توان یافت.

## روش‌ها

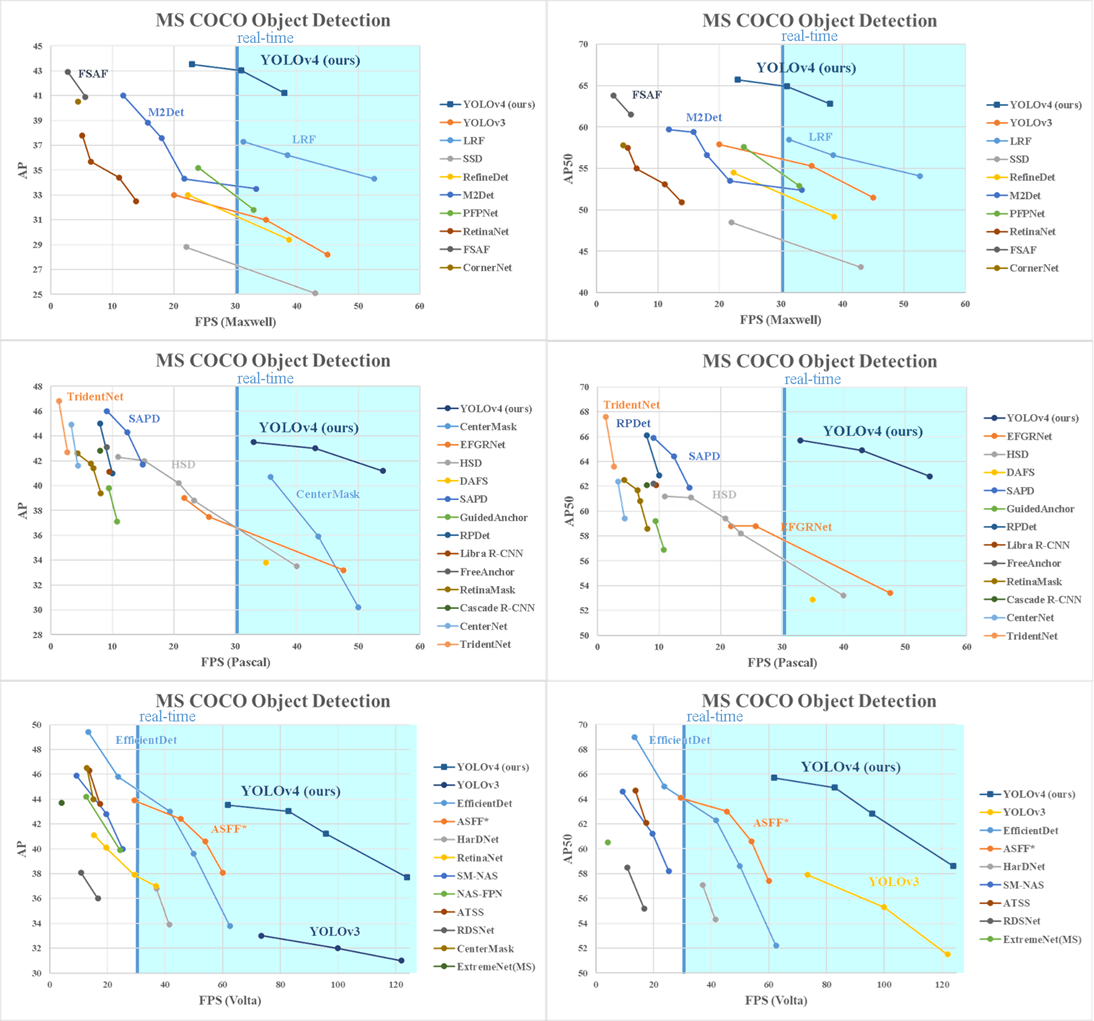
مقایسه سرعت و دقت آشکارسازهای مختلف در مجموعه داده COCO تست‌دف ماکروسافت Microsoft COCO (همه اینها در مقالات توسط نویسندگان این الگوریتم‌ها یافت می‌شود)

روش‌های تشخیص اشیاء معمولاً در دو روش مبتنی بر شبکه عصبی یا غیر عصبی قرار می‌گیرند. برای روش‌های غیر عصبی، ابتدا لازم است ویژگی‌ها را با استفاده از یکی از روش‌های زیر تعریف کنیم، سپس با استفاده از تکنیکی مانند ماشین بردار پشتیبانی (SVM) طبقه‌بندی را انجام دهیم. از سوی دیگر، تکنیک‌های عصبی قادر به تشخیص سرتاسر یک شیء بدون تعریف مشخصی از ویژگی‌ها هستند و معمولاً مبتنی بر شبکه‌های عصبی پیچشی (CNN) هستند.
- روش‌های غیر عصبی:
  - چارچوب تشخیص اشیا ویولا-جونز بر اساس ویژگی‌های Haar
  - تبدیل ویژگی مقیاس نابسته (SIFT)
  - ویژگی‌های هیستوگرام گرادیان‌های جهت دار (HOG)[۱۲]
- رویکردهای شبکه عصبی:
  - پیشنهادات منطقه (R-CNN,[۱۳]Fast R-CNN,[۱۴]Faster R-CNN,[۱۵][۱۶]cascade R-CNN)
  - ردیاب چند جعبه تک شات (SSD)[۱۷]
  - شما فقط یک بار نگاه می‌کنید (YOLO)[۱۸][۱۹][۲۰][۱۱][۲۱]
  - شبکه عصبی پالایش تک شات برای تشخیص اشیاء (RefineDet)[۲۲]
  - Retina-Net[۲۳][۱۶]
  - شبکه‌های پیچشی تغییر شکل‌پذیر[۲۴][۲۵]